# August Zamoyski

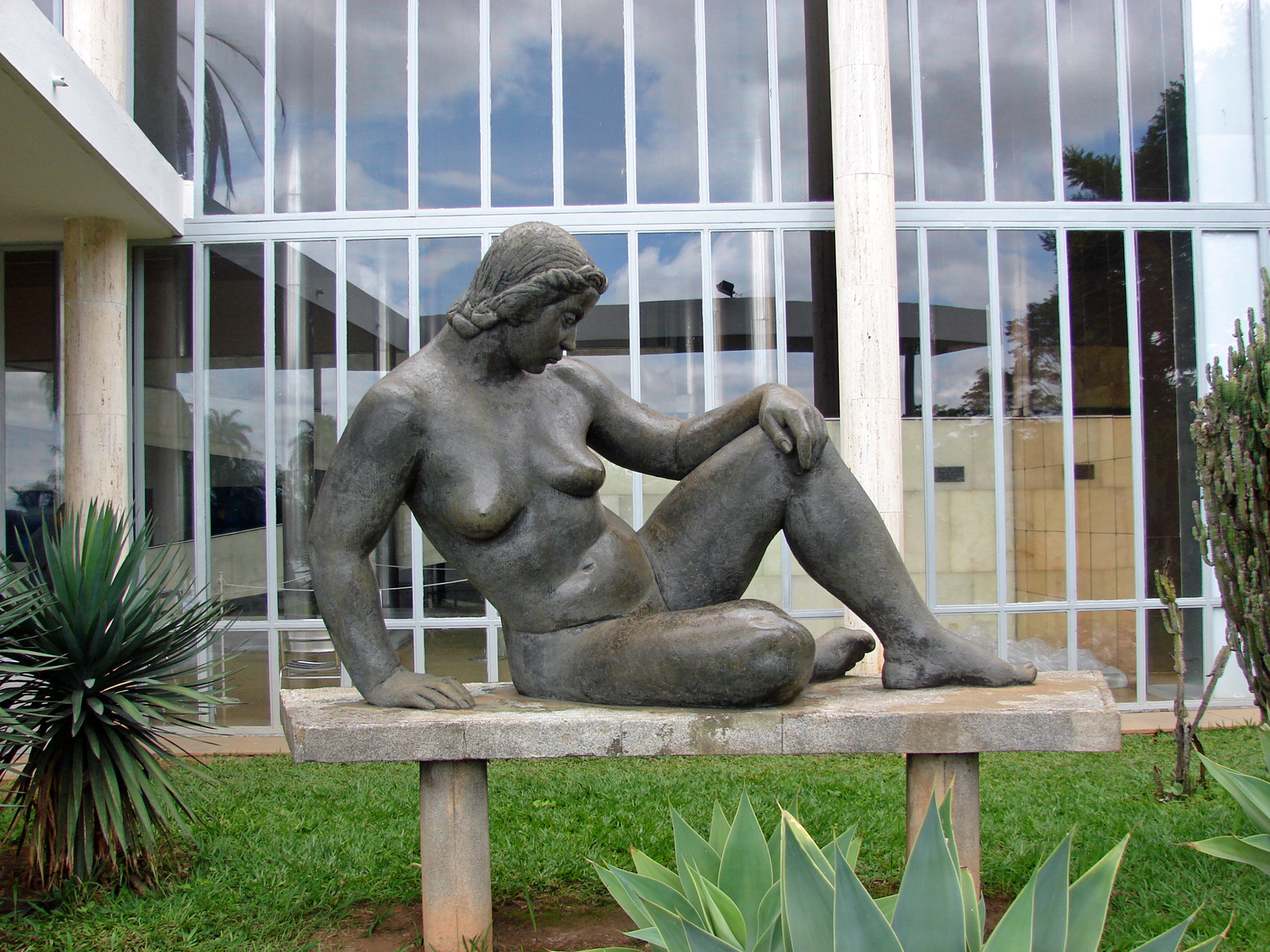
Sculptuur Nu (1943) in Belo Horizonte

Graaf August Zamoyski (Jabłoń (Lublin), 28 juni 1893 – Saint-Clar-de-Rivière, 19 mei 1970) was een Poolse beeldhouwer.

## Leven en werk
August Zamoyski, lid van de familie Zamoyski en een der vele afstammelingen van Jan Zamoyski (1542-1605), werd geboren in Jabłon in het woiwodschap Lublin, dat destijds deel uitmaakte van het Tsaristische Rusland. Na een opleiding aan het gymnasium in Warschau studeerde hij in de periode van 1912 tot 1914 in Duitsland: rechten en economie in Freiburg en filosofie in Heidelberg. Bij het uitbreken van de Eerste Wereldoorlog nam hij dienst in het Russische leger en geraakte in Duitse krijgsgevangenschap. Door bemiddeling van een tante, die in de kringen rond de Aartshertog van Oostenrijk verkeerde, werd hij vrijgelaten. Hij werkte in beeldhouwateliers in Berlijn, München (waar hij kennismaakte met Wassily Kandinsky en Paul Klee) en Wenen en besloot zich toe te leggen op het beeldhouwen.
Hij sloot zich in 1918 aan bij een groep Poolse expressionisten die zich afzetten tegen het impressionisme en werden beïnvloed door de avantgardistische stromingen, het Franse kubisme en het Italiaanse futurisme, de Grupa artystyczna Bunt (1918-1920). Hij leerde in Zakopane de schilder Stanisław Ignacy Witkiewicz kennen, die hem portretteerde. Schilders, dichters en één beeldhouwer vormden de informele kunstenaarsgroepering Formisci (Formisten) (1917-1922): Leon Chwistek, Tytus Czyżewski, Zbigniew en Andrzej Pronaszko, Konrad Winkler, August Zamoyski, Jan Hrynkowski, Tymon Niesiołowski, Jacek Mierzejewski en Stanisław Ignacy Witkiewicz. Tussen 1919 en 1923 vonden gezamenlijke exposities van de Formisten en de leden van Bunt plaats in Warschau, Poznań, Lviv, Krakau en in 1923 in New York.
In 1924 trok Zamoyski naar Parijs, waar hij een atelier vestigde in de Rue de Rennes. Zijn eerste exposities had hij bij de Association France-Pologne, in Galerie Weill en tijdens de Salon d'Automne van 1924 in het Grand-Palais. In 1925 werd hij ook uitgenodigd voor de Salon des Indépendants en in 1926 weer voor de Salon d'Automne. Hij ontmoette de kunstenaars Émile-Antoine Bourdelle, Louis Marcoussis en Serge Diaghilev, en nam afstand van het Formisme. In 1928 groepeerden zich tien Poolse kunstenaars rond Zamoyski in de Cercle des Artistes Polonais à Paris. Zamoyski had een vruchtbare Parijse periode en nam in de jaren 1929, 1930 en 1931 aan talloze exposities deel in Parijs, Brussel en in Polen. Zijn werken hakte hij bij voorkeur in graniet en taille directe. In 1935, na de dood van zijn vader, vestigde hij in Jabłon eveneens een atelier. In 1936 was hij met dertien werken aanwezig op de
Biënnale van Venetië.
In 1939, na de aanvang van de Tweede Wereldoorlog, reisde Zamoyski spoorslags naar Jabłon, gooide zijn Poolse beeldhouwwerk in een vijver en keerde via Boedapest naar Parijs terug. Op 18 mei 1940 verliet hij Frankrijk en vluchtte via Portugal naar Brazilië. In Rio de Janeiro kreeg hij een aanstelling aan de Escola Nacional de Belas Artes (ENSA). Gedurende zes jaar gaf hij leiding aan de beeldhouwopleiding, maar in 1951 besloot hij een eigen atelieropleiding te starten. Enkele van zijn leerlingen waren Milan Dusek en Franz Weissmann.
In 1955 keerde hij terug naar Frankrijk. Hij vestigde in 1959 een atelier in Saint-Clar-de-Rivière in het departement Haute-Garonne. Zamoyski overleed in 1970 terwijl hij in zijn atelier aan het werk was. Zijn nalatenschap, bestaande uit beeldhouwwerk, tekeningen en een aanzienlijk archief, wordt sinds 2002 bewaard in Museum August Zamoyski in Le Logis van de Abdij van Sylvanès in Sylvanès.

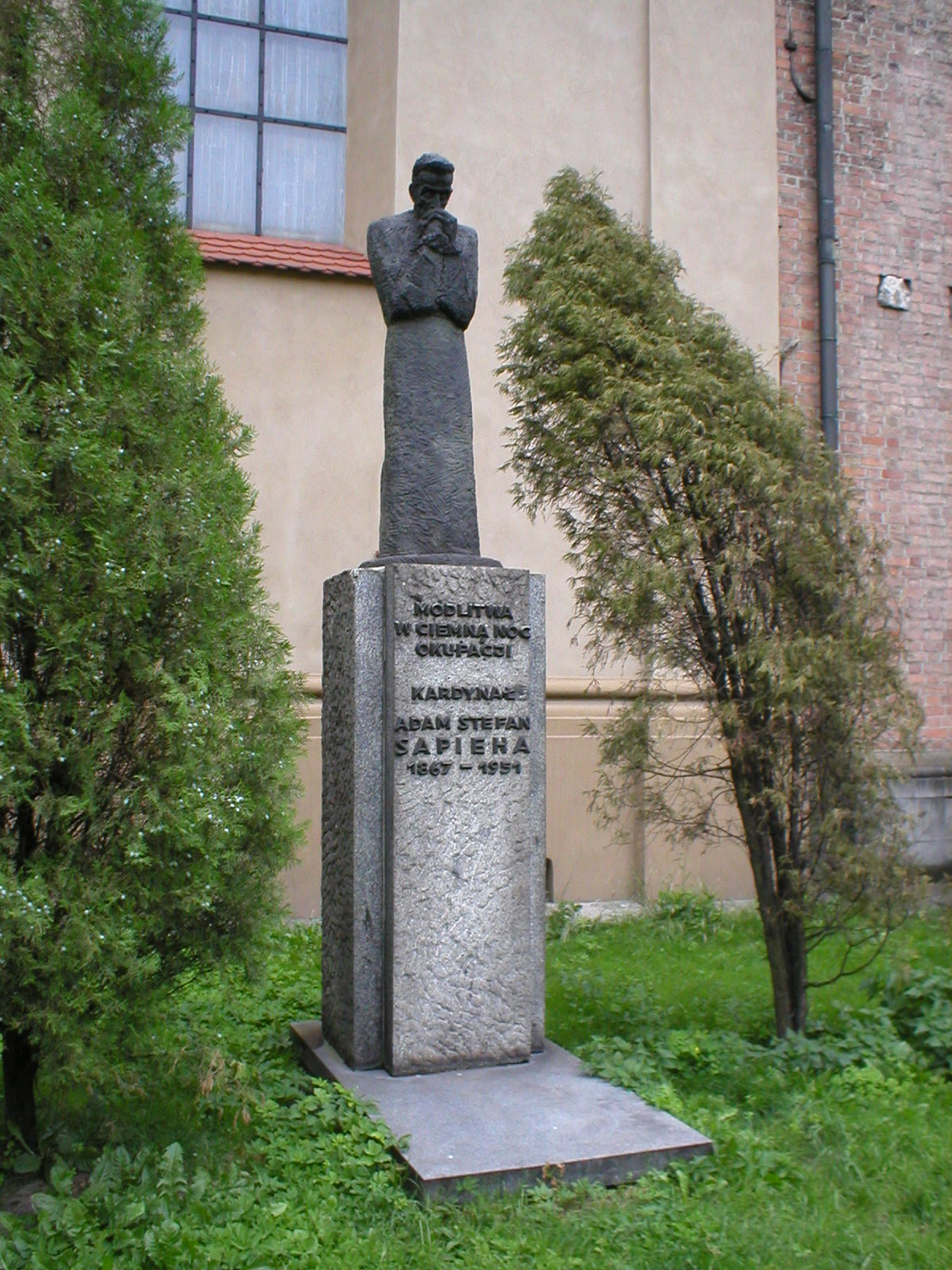
Monument kardinaal Sapieha in Krakau

## Werken (selectie)
- 1917 : Adolf Loos (buste)
- 1923 : Maria Walterskirchen (hoofd)
- 1926 : Maria Brydsinska (hoofd)
- 1934 : Natacha (naakt) - inzending 1935 Exposition Internationale d'Art Moderne in Brussel
- 1936 : Głowa Wierki (hoofd), Warschau
- 1943 : Nu, Museu de Arte da Pampulha in Belo Horizonte
- 1944 : Monumento Chopin, Rio de Janeiro
- 1950 : Monumento Assis Chateaubriand (stichter van het Museu de Arte de São Paulo) in São Paulo
- 1953 : Jean-Baptiste of L'Annonce
- 1969 : Cardinal Sapieha of La Prière, Krakau